# Tobias Silvetti
Pour les articles homonymes, voir Silvetti.
Tobias Silvetti né le 27 octobre 1998, est un joueur argentin de hockey sur gazon. Il évolue à Mitre et avec l'équipe nationale argentine.

## Carrière
- Débuts en équipe première le 16 avril 2022 contre la France à Buenos Aires dans le cadre de la Ligue professionnelle 2021-2022[1].